# Vullietoliva
Vullietoliva is een geslacht van weekdieren uit de klasse van de Gastropoda (slakken).

## Soorten
De volgende soorten zijn bij het geslacht ingedeeld:
- Vullietoliva foxi (Stingley, 1984)
- Vullietoliva kaleontina (Duclos, 1835)
  - = Oliva kaleontina Duclos, 1835
- Vullietoliva splendidula (G. B. Sowerby I, 1825)
  - = Oliva splendidula G. B. Sowerby I, 1825